# Mariusz Pudzianowski
Mariusz Zbigniew Pudzianowski (Biała Rawska, 7 febbraio 1977) è un sollevatore, artista marziale misto, strongman powerlifter polacco.
Ha vinto il titolo di World's Strongest Man per cinque volte (2002, 2003, 2005, 2007 e 2008) diventando l'atleta che ha vinto più volte, superando Jón Páll Sigmarsson e Magnús Ver Magnússon, entrambi islandesi. Per i risultati, il carisma e le doti dimostrate sul campo, viene soprannominato in vari modi: Pudzian, Dominator e Super Mariusz.
Nelle MMA è una delle stelle della promozione KSW.

## Biografia

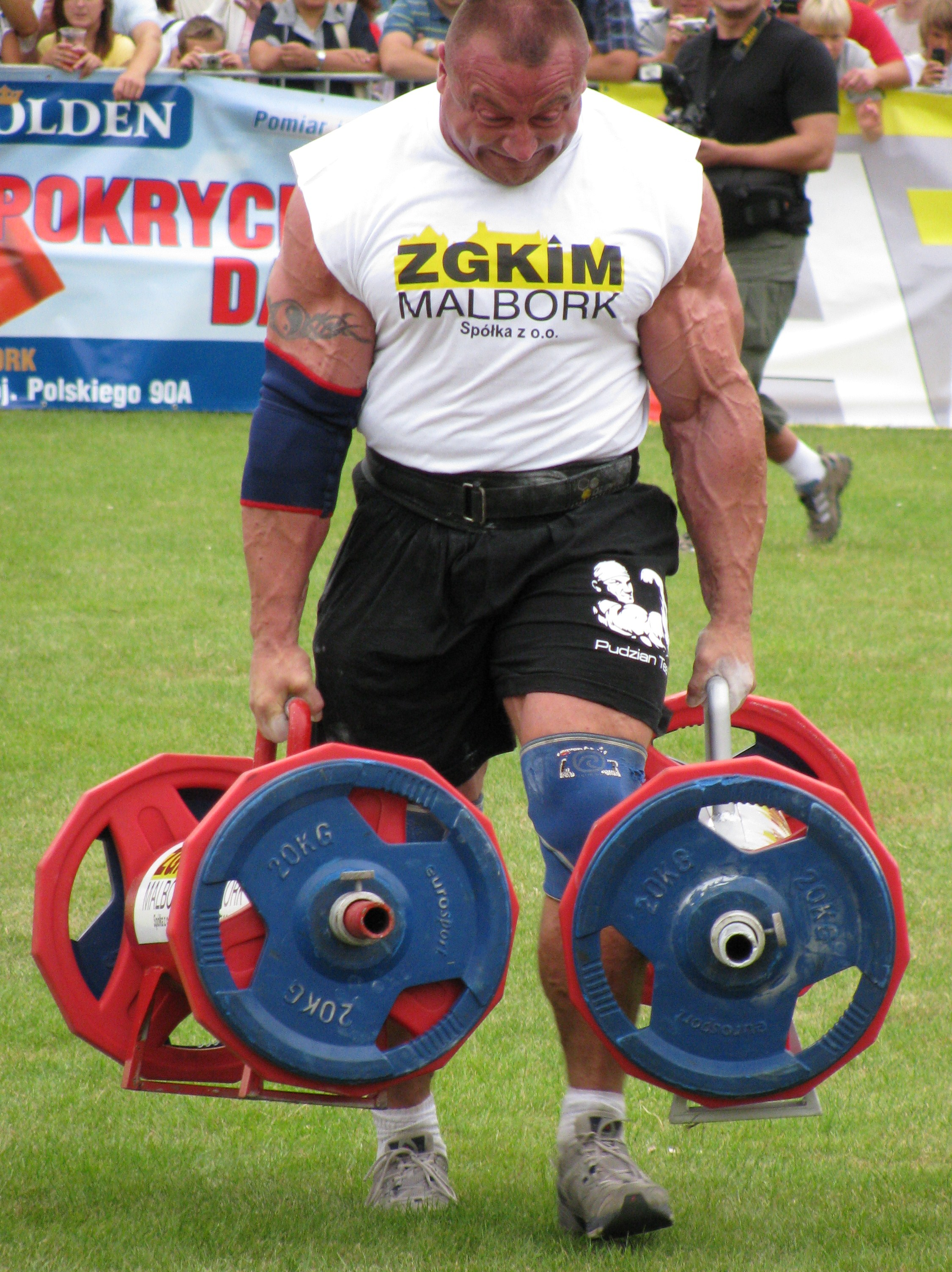
Mariusz Pudzianowski impegnato nel Farmer's Walk

Mariusz iniziò a praticare sport all'età di 11 anni, inizialmente praticò il karate, poi nel 1990, all'età di 13 anni cominciò la sua carriera di pesista, durante la sua adolescenza praticò anche il pugilato (dal 1992 al 1999).
Nel 1999 prese parte alla sua prima gara di strongman, disputata in Polonia, solamente un anno dopo nel 2000, terminò al quarto posto nel principale evento mondiale, il World's Strongest Man alla prima partecipazione. Successivamente vince nel 2002 e si riconferma nel 2003 il World's Strongest Man. Nel 2004 vince il titolo mondiale di Strongman Super Series, mentre conclude al terzo posto il World's Strongest Man, tuttavia viene in seguito squalificato per uso di sostanze dopanti proibite, costretto a restituire i premi ed escluso per un anno dalla competizione. Nel 2005 torna a gareggiare e vince il titolo per la terza volta.
Al World's Strongest Man del 2006, dopo una prima parte dominata, Pudzianowski conduce la classifica quando manca solo una prova, "la pietra di Atlante" (The Atlas Stone), viene beffato da un colpo di reni dello statunitense Phil Pfister (ultimo dopo la prima prova), che riesce a sollevare tutte le pietre impiegando mezzo secondo in meno rispetto a Pudzianowski, il titolo finale va quindi all'americano, il primo dal 1982, dai tempi di Bill Kazmaier.
Mariusz si riprende il titolo nel 2007 vincendo per la quarta volta il World's Strongest Man, raggiungendo Jón Páll Sigmarsson e Magnús Ver Magnússon a quota quattro vittorie. Vince il titolo con una prova d'anticipo, arrivando primo nella gara di "Car Walk". Nel 2008 batte i record di Sigmarsson e Ver Magnússon, vincendo per la quinta volta il World's Strongest Man, unico atleta ad aver raggiunto questo numero di titoli. La sua vittoria è stata decretata nell'ultima prova, le "Atlas Stones", conservando il primo posto in classifica e battendo lo Statunitense Derek Poundstone, al suo esordio nel World's Strongest Man.
All'inizio di marzo del 2009, nella competizione polacca strongman "V Duello dei Giganti" (V Pojedynku Gigantów), svoltosi a Łódź, ha subito un infortunio alla mano destra. Dopo la prima prova vinta, accusava un dolore al palmo, ma non ha voluto ritirarsi. Dopo la Hercules Hold, prova che prevede di trattenere la caduta di due colonne con la sola forza delle braccia, è stato costretto a ritirarsi per la rottura dei tendini della mano. Operatosi immediatamente, tenterà ugualmente di partecipare alle prossime competizioni europee e mondiali, riabilitazione permettendo.

## Record mondiali nello strongman
- L'orologio - The Clock

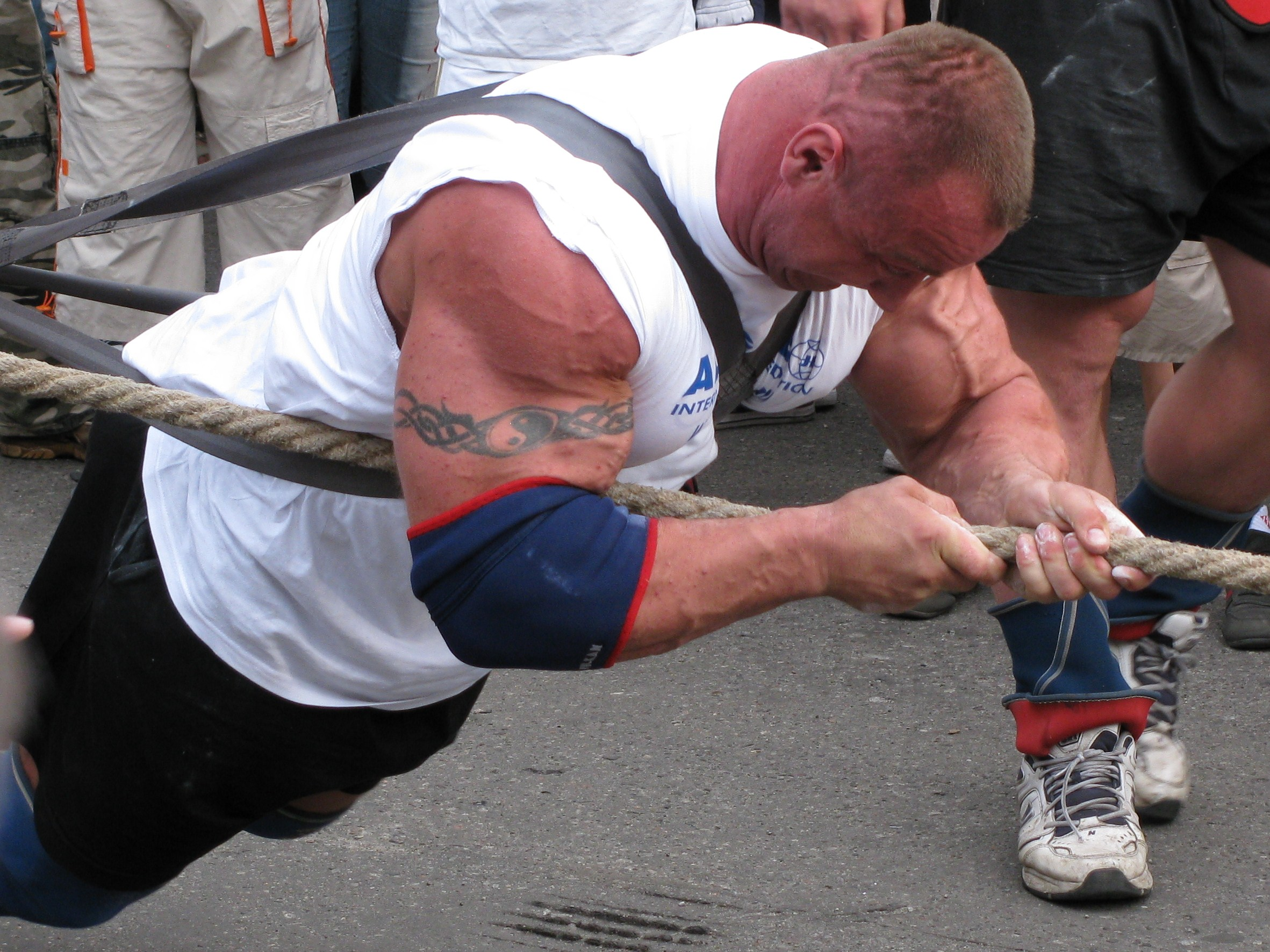
Mariusz Pudzianowski in pieno sforzo

- I piani paralleli, con tre pesi caricati - The Parallel Stairs
- Camminata del tagliaboschi, caricando 180 kg - Lumberman's Walk
- Capovolgimento dei copertoni, 8 giri - Tire Flip
- I fusti del lattaio, 125 kg per ogni mano - The Farmer's Walk
- Stacco da terra della autovettura - Car Deadlift

## Profilo
Di seguito vengono indicate le misure fisiche principali dichiarate, tratte dal sito ufficiale di Pudzianowski:
- Altezza 186 cm
- Peso 142 kg
- BMI: 38.4 non imputabile al grasso ma ai muscoli
- Torace 148 cm
- Collo 54 cm
- Vita 80 cm
- Addome 92 cm
- Braccio 56 cm
- Avambraccio 45 cm

## Primati personali
- Panca piana - 295 kg
- Squat - 410 kg
- Stacco da terra - 415 kg

## Risultati nelle arti marziali miste
| Risultato  | Record   | Avversario          | Metodo                                      | Evento                           | Data              | Round | Tempo | Città                    | Note                   |
| ---------- | -------- | ------------------- | ------------------------------------------- | -------------------------------- | ----------------- | ----- | ----- | ------------------------ | ---------------------- |
| Vittoria   | 17-7 (1) | Michał Materla      | KO (pugni)                                  | KSW 70: Pudzianowski vs. Materla | 28 maggio 2022    | 1     | 1:47  | Łódź, Polonia            | Knockout of the Night. |
| Vittoria   | 16-7 (1) | Serigne Ousmane Dia | KO (pugni)                                  | KSW 64: Przybysz vs. Santos      | 23 ottobre 2021   | 1     | 0:18  | Łódź, Polonia            |                        |
| Vittoria   | 15-7 (1) | Łukasz Jurkowski    | KO tecnico (pugni)                          | KSW 61: To Fight or Not To Fight | 2021 05           | 3     | 1:32  | Danzica, Polonia         |                        |
| Vittoria   | 14-7 (1) | Nikola Milanović    | KO tecnico (pugni)                          | KSW 59: Fight Code               | 20 marzo 2021     | 1     | 1:10  | Łódź, Polonia            |                        |
| Vittoria   | 13-7 (1) | Erko Jun            | KO tecnico (pugni)                          | KSW 51: Croatia                  | 9 novembre 2019   | 2     | 1:43  | Zagabria, Croazia        |                        |
| Sconfitta  | 12-7 (1) | Szymon Kołecki      | KO tecnico (infortunio alla gamba)          | KSW 47: The X-Warriors           | 23 marzo 2019     | 1     | 4:29  | Łódź, Polonia            |                        |
| Sconfitta  | 12-6 (1) | Karol Bedorf        | Sottomissione (kimura)                      | KSW 44: The Game                 | 9 giugno 2018     | 1     | 1:51  | Danzica, Polonia         |                        |
| Vittoria   | 12-5 (1) | Jay Silva           | Decisione a maggioranza                     | KSW 40: Dublin                   | 22 ottobre 2017   | 3     | 5:00  | Dublino, Irlanda         |                        |
| Vittoria   | 11-5 (1) | Tyberiusz Kowalczyk | KO tecnico (sottomissione ai pugni)         | KSW 39: Colosseum                | 27 maggio 2017    | 2     | 2:50  | Varsavia, Polonia        |                        |
| Vittoria   | 10-5 (1) | Paweł Mikołajuw     | KO tecnico (pugni)                          | KSW 37: Circus of Pain           | 3 dicembre 2016   | 1     | 1:20  | Cracovia, Polonia        |                        |
| Sconfitta  | 9-5 (1)  | Marcin Różalski     | Sottomissione (soffocamento a ghigliottina) | KSW 35: Khalidov vs. Karaoglu    | 27 maggio 2016    | 2     | 1:46  | Danzica e Sopot, Polonia |                        |
| Sconfitta  | 9-4 (1)  | Peter Graham        | KO tecnico (pugni e gomiti)                 | KSW 32: Road To Wembley          | 31 ottobre 2015   | 2     | 2:00  | Londra, Regno Unito      |                        |
| Vittoria   | 9-3 (1)  | Rolles Gracie Jr.   | KO (pugni)                                  | KSW 31: Materla vs. Drwal        | 23 maggio 2015    | 1     | 0:27  | Danzica, Polonia         | Knockout of the Night. |
| Vittoria   | 8-3 (1)  | Paweł Nastula       | Decisione (unanime)                         | KSW XXIX: Reload                 | 6 dicembre 2014   | 3     | 5:00  | Cracovia, Polonia        |                        |
| Vittoria   | 7-3 (1)  | Oli Thompson        | Decisione (unanime)                         | KSW XXVII: Cage Time             | 17 maggio 2014    | 2     | 5:00  | Danzica, Polonia         |                        |
| Vittoria   | 6-3 (1)  | Sean McCorkle       | Decisione (unanime)                         | KSW XXIV: Starcie Gigantów       | 28 settembre 2013 | 2     | 5:00  | Łódź, Polonia            |                        |
| Sconfitta  | 5-3 (1)  | Sean McCorkle       | Sottomissione (kimura)                      | KSW XXIII: Królewskie Rozdanie   | 8 giugno 2013     | 1     | 1:57  | Danzica, Polonia         |                        |
| Vittoria   | 5-2 (1)  | Christos Piliafas   | KO Tecnico (pugni)                          | KSW XX: Symfonia Walki           | 15 settembre 2012 | 1     | 3:48  | Danzica, Polonia         |                        |
| Vittoria   | 4-2 (1)  | Bob Sapp            | KO Tecnico (pugni)                          | KSW XIX                          | 12 maggio 2012    | 1     | 0:39  | Łódź, Polonia            |                        |
| No Contest | 3-2 (1)  | James Thompson      | No Contest (errore giudici)                 | KSW XVII: Zemsta                 | 26 novembre 2011  | 2     | 5:00  | Łódź, Polonia            |                        |
| Sconfitta  | 3-2      | James Thompson      | Sottomissione (triangolo di braccio)        | KSW XVI                          | 21 maggio 2011    | 2     | 1:06  | Danzica, Polonia         |                        |
| Vittoria   | 3-1      | Butterbean          | Sottomissione (pugni)                       | KSW XIV: Dzień Sądu              | 18 settembre 2010 | 1     | 1:15  | Łódź, Polonia            |                        |
| Sconfitta  | 2-1      | Tim Sylvia          | Sottomissione (pugni)                       | Moosin: God of Martial Arts      | 21 maggio 2010    | 2     | 1:43  | Worcester, Stati Uniti   |                        |
| Vittoria   | 2-0      | Yusuke Kawaguchi    | Decisione (unanime)                         | KSW XIII: Kumite                 | 7 maggio 2010     | 2     | 5:00  | Katowice, Polonia        |                        |
| Vittoria   | 1-0      | Marcin Najman       | Sottomissione (pugni)                       | KSW XII                          | 11 dicembre 2009  | 1     | 0:43  | Varsavia, Polonia        |                        |